# L’Express
L’Express ist eines der ältesten und auflagenstärksten französischen Nachrichtenmagazine. Die seit Mitte Mai 1953 bestehende Wochenzeitschrift zur allgemeinen und politischen Information wurde von dem Journalisten Jean-Jacques Servan-Schreiber (1924–2006) gegründet und finanziert.

## Geschichte
L’Express unterstützte zunächst die gemäßigte Linke, in diesem Fall Pierre Mendès France. Aufgrund seiner antikolonialistischen Haltung stand das Magazin der französischen Algerienpolitik ablehnend gegenüber und kritisierte ab 1954 als einziges die von Teilen der Armee in Algerien praktizierte Unterdrückung und Folter. 1958 stellte sich das Blatt gegen Charles de Gaulle und unterstützte die Kandidatur Gaston Defferres, des sozialistischen Bürgermeisters von Marseille, um die Präsidentschaftswahl. 1961 verurteilte es, anders als die übrige Presse, das Massaker von Paris an algerischen Demonstranten.
Auch bekannte Autoren wie Albert Camus, André Malraux, François Mauriac und Jean-Paul Sartre schrieben für den Express.
Als die Auflage von 1962 bis 1964 von 200.000 auf 125.000 Exemplare sank, entschloss sich Jean-Jacques Servan-Schreiber (JJSS), das Magazin in ein Nachrichtenmagazin nach dem Vorbild der amerikanischen TIME und des deutschen Der Spiegel umzuwandeln: Format und Layout wurden geändert, Seitenzahl und Werbefläche vergrößert. L’Express fand eine mit der Umstellung auf das Wochenmagazinformat steigende Verbreitung. 1965 wurden durchschnittlich 250.000 Exemplare pro Ausgabe verkauft.
1970 wurde Jean-Jacques Servan-Schreiber Generalsekretär der PRRRS (Parti radical) und gab weitgehend seine Verpflichtungen bei L’Express auf. Sein Wunsch nach weiterer Unterstützung seiner politischen Ambitionen durch das Wochenmagazin löste einen Konflikt aus. Sein Bruder Jean-Louis gab seinen Direktorposten auf und verkaufte seine Anteile; Claude Imbert schied aus und gründete Le Point, ein Konkurrenzblatt.
1977 trat Servan-Schreiber 45 Prozent des Kapitals von L’Express an den Finanzmann Jimmy Goldsmith ab, der die redaktionelle Ausrichtung des Blattes änderte. Der Marktanteil unter den Wochenmagazinen betrug 1988 14,9 %, die Ausrichtung war (laut der Einschätzung in der Literatur) politisch rechts. Einige Wechsel in der Redaktion hatten mittlerweile das Image des Magazins beschädigt; mehrfacher Wechsel der Eigentümer, verbunden mit wiederholten Versuchen, die redaktionelle Ausrichtung zu bestimmen, schufen eine konfliktträchtige und unübersichtliche Lage herauf. Diese Konflikte gipfelten 1994 in der Entlassung des Chefredakteurs Yann de L’Écotais.

## Seit 2000
2004 kam Serge Dassault an die Spitze der Gruppe Socpress, zu der L’Express und L’Expansion gehören. Im Jahr 2006 kaufte die belgische Roularta Media Group den Express-Expansion Verlag. Seit 2015 gehört das Magazin mehrheitlich Patrick Drahi, der auch ein Konglomerat im Telekommunikationssektor besitzt.